# NGC 579
NGC 579 (другие обозначения — UGC 1089, MCG 5-4-64, ZWG 502.103, KUG 0128+333, IRAS01289+3321, PGC 5691) — спиральная галактика (Sc) в созвездии Треугольник.
NGC 579 входит в состав группы галактик NGC 507.
Этот объект входит в число перечисленных в оригинальной редакции «Нового общего каталога».
В этой галактике вспыхнула сверхновая SN2007pk. Она относится к типу IIn. Её спектр содержит узкие бальмеровские линии, сильную и узкую эмиссионную линию He II, а также слабые линии С III/N III.